# Наянгуа (Міссурі)
Наянгуа (англ. Niangua) — місто (англ. city) в США, в окрузі Вебстер штату Міссурі. Населення — 390 осіб (2020).

## Географія
Наянгуа розташована за координатами 37°23′20″ пн. ш. 92°49′48″ зх. д. / 37.38889° пн. ш. 92.83000° зх. д. (37.388909, -92.830136).  За даними Бюро перепису населення США в 2010 році місто мало площу 1,06 км², з яких 1,06 км² — суходіл та 0,00 км² — водойми.

## Демографія
Згідно з переписом 2010 року, у місті мешкало 405 осіб у 174 домогосподарствах у складі 113 родин. Густота населення становила 381 особа/км².  Було 200 помешкань (188/км²).
Расовий склад населення:
| - 97,3 % — білих - 1,5 % — корінних американців - 0,5 % — чорних або афроамериканців - 0,2 % — азіатів |

До двох чи більше рас належало 0,2 %. Частка іспаномовних становила 1,7 % від усіх жителів.
За віковим діапазоном населення розподілялося таким чином: 23,2 % — особи молодші 18 років, 59,3 % — особи у віці 18—64 років, 17,5 % — особи у віці 65 років та старші. Медіана віку мешканця становила 41,4 року. На 100 осіб жіночої статі у місті припадало 91,9 чоловіків;  на 100 жінок у віці від 18 років та старших — 90,8 чоловіків також старших 18 років.
Середній дохід на одне домашнє господарство  становив 44 932 долари США (медіана — 25 833), а середній дохід на одну сім'ю — 46 803 долари (медіана — 33 542). Медіана доходів становила 42 222 долари для чоловіків та 26 750 доларів для жінок. За межею бідності перебувало 27,5 % осіб, у тому числі 41,0 % дітей у віці до 18 років та 18,3 % осіб у віці 65 років та старших.
Цивільне працевлаштоване населення становило 176 осіб. Основні галузі зайнятості: роздрібна торгівля — 28,4 %, будівництво — 18,2 %, виробництво — 10,2 %, освіта, охорона здоров'я та соціальна допомога — 10,2 %.